# Траффик (фильм)
«Тра́ффик» (англ. Traffic) — фильм 2000 года режиссёра Стивена Содерберга, исследующий сложный процесс нелегального оборота наркотиков, показанный со стороны различных его участников: наркомана, политика, торговца и полицейского. Фильм является сокращённой адаптацией британского телесериала «Путь героина» (Traffik); оригинальную сюжетную линию, связанную с Пакистаном, заменили на мексиканскую. В 2004 году в США был запущен в эфир одноимённый мини-сериал, основанный на сюжете фильма.

## Сюжет
Главные герои трёх пересекающихся сюжетных линий: Роберт Уэйкфилд (Майкл Дуглас), новый глава Национального управления по контролю за оборотом наркотиков; Хавьер Родригес (Бенисио дель Торо), мексиканский полицейский, и Хелена Айала (Кэтрин Зета-Джонс), жена крупного наркобарона, которого пытается вывести на чистую воду Монтель Гордон (Дон Чидл). В фильме серьёзная группа актёров второго плана, включая реальных политиков: Билла Вельда, Дона Никлеса, Гарри Рейда, Барбару Боксер, Оррина Хэтча и Чарльза Грассли.

## В ролях

### Мексиканская сюжетная линия
| Актёр                   | Роль                                       |
| ----------------------- | ------------------------------------------ |
| Бенисио дель Торо       | Хавьер Родригес (мексиканский полицейский) |
| Джейкоб Варгас          | Маноло Санчес (напарник Хавьера)           |
| Марисоль Падилья Санчес | Ана Санчес (жена Маноло)                   |
| Томас Милиан            | генерал Артуро Салазар                     |
| Сальма Хайек            | Розарио                                    |

### Сюжетная линия семьи Уэйкфилд
| Актёр                 | Роль                                                                                |
| --------------------- | ----------------------------------------------------------------------------------- |
| Майкл Дуглас          | Роберт Уэйкфилд (глава Национального управления по контролю за оборотом наркотиков) |
| Эми Ирвинг            | Барбара Уэйкфилд (жена Роберта)                                                     |
| Эрика Кристенсен      | Каролин Уэйкфилд (дочь Роберта)                                                     |
| Тофер Грейс           | Сет Абрамс (парень Каролин)                                                         |
| Дональд Уорен Моффетт | Джефф Шеридан (помощник Роберта)                                                    |
| Джеймс Бролин         | Генерал Ральф Лэндри                                                                |
| Альберт Финни         | Глава аппарата Белого дома                                                          |
| Барбара Боксер        | сенатор                                                                             |
| Оррин Хэтч            | сенатор                                                                             |
| Чарльз Грассли        | сенатор                                                                             |

### Сюжетная линия семьи Айала
| Актёр                   | Роль                                                     |
| ----------------------- | -------------------------------------------------------- |
| Стивен Бауер            | Карлос Айала (дистрибьютор для наркокартеля Обрегона)    |
| Кэтрин Зета-Джонс       | Хелена Айала (жена Карлоса)                              |
| Деннис Куэйд            | Арни Метцгер (юрист Хелены и партнёр Карлоса)            |
| Клифтон Коллинз-младший | Франсиско Флорес                                         |
| Дон Чидл                | Монтел Гордон (агент управления по борьбе с наркотиками) |
| Луис Гусман             | Рэй Кастро (напарник Монтела)                            |
| Мигель Феррер           | Эдуардо Руис (подчинённый Карлоса Айалы)                 |
| Питер Ригерт            | Майкл Одлер                                              |
| Бенджамин Брэтт         | Хуан Обрегон (наркобарон)                                |
| Виола Дэвис             | социальный работник                                      |
| Стивен Данам            | лоббист                                                  |

## Награды и номинации
- 2000 — премия Национального совета кинокритиков США за лучшую режиссуру (Стивен Содерберг).
- 2000 — 4 премии «Оскар»: лучший режиссёр (Стивен Содерберг), лучший актёр второго плана (Бенисио дель Торо), лучший монтаж (Стивен Миррионе) и лучший адаптированный сценарий (Стивен Гаан). Также картина была номинирована на премию за лучший фильм (Эдвард Цвик, Маршалл Херсковиц, Лора Бикфорд).
- 2001 — 2 премии BAFTA: лучший актёр второго плана (Бенисио дель Торо) и лучший адаптированный сценарий (Стивен Гаан). Также картина была номинирована на премию за лучший монтаж (Стивен Миррионе) и лучшую режиссуру (Стивен Содерберг).
- 2001 — 2 премии «Золотой глобус»: лучший актёр второго плана (Бенисио дель Торо) и лучший сценарий (Стивен Гаан). Также картина была номинирована на премию за лучший фильм-драму, лучшую режиссуру (Стивен Содерберг) и лучшую женскую роль второго плана (Кэтрин Зета-Джонс).
- 2001 — «Серебряный медведь» Берлинского кинофестиваля лучшему актёру (Бенисио дель Торо).
- 2001 — 2 премии ALMA: лучший фильм и лучший латиноамериканский актёрский состав.
- 2001 — 2 премии Национального общества кинокритиков США: лучший режиссёр (Стивен Содерберг) и лучший актёр второго плана (Бенисио дель Торо). Также картина заняла второе место в номинации «лучший фильм».
- 2001 — 2 премии Гильдии киноактеров США: лучший актёр (Бенисио дель Торо) и лучшая игра актёрского ансамбля.
- 2001 — премия Гильдии сценаристов США (Стивен Гаан).
- 2001 — 2 премии «Молодой Голливуд»: прорывное исполнение мужской роли (Тофер Грейс) и выдающееся исполнение женской роли (Эрика Кристенсен).
- 2001 — Премия Эдгара Аллана По за лучший фильм (Стивен Гаан, Саймон Мур).
- 2001 — номинация на премию Гильдии режиссёров США (Стивен Содерберг).
- 2001 — номинация на премию «Сатурн» за лучший фильм в жанре боевик / приключения / триллер.
- 2001 — номинация на премию Аманда (Норвегия) за лучший зарубежный фильм.
- 2001 — номинация на премию Британского общества кинооператоров (Стивен Содерберг).
- 2001 — номинация на премию Итальянского национального синдиката киножурналистов за лучшую режиссуру зарубежного фильма (Стивен Содерберг).
- 2002 — номинация на премию Бодил (Дания) за лучший американский фильм.
- 2002 — номинация на премию Сезар (Франция) за лучший зарубежный фильм (Стивен Содерберг).
- 2002 — номинация на премию «Гремми» за лучший саундтрек (Клифф Мартинес).